# Никитина, Татьяна Хашимовна
Татья́на Хаши́мовна Ники́тина (урождённая Сады́кова; род. 31 декабря 1945, Сталинабад) — советская и российская исполнительница в жанре авторской песни. Заслуженная артистка Российской Федерации (2003), кандидат физико-математических наук. Жена композитора Сергея Никитина.

## Биография

### Ранние годы
Отец — физик Хашим Умарович Садыков (1911—1996), по национальности таджик. Мать — преподаватель русской литературы Наталья Александровна Садыкова (1924—2009), по национальности русская. Бабушка — племянница актёра Александра Остужева.
Родилась и выросла в Сталинабаде. В 1964 году окончила душанбинскую школу № 1 и поступила на физфак МГУ, где присоединилась к агитбригаде физфака МГУ. 23 января 1968 года вышла замуж за Сергея Никитина.

### Карьера
С 1968 по 1977 год была участницей квинтета студентов-физиков под руководством Сергея Никитина, в который входили также Кармен Сантакреу, Владимир Улин и Николай Туркин. Одновременно с работой в квинтете Татьяна начинает петь дуэтом с Сергеем Никитиным. К началу 1970-х годов сложился семейный исполнительский дуэт Татьяны и Сергея Никитиных, получивший признание слушателей и удостоенный наград на фестивалях авторской песни.
По окончании физфака МГУ в 1970 году поступила в аспирантуру ИБФ АН СССР, после чего работала во ВНИИТКГП. В 1978 году защитила диссертацию на соискание учёной степени кандидата физико-математических наук. В 1985 году перешла на работу в Институт химической физики АН СССР, где проработала до 1990 года. Долгое время Татьяна и Сергей Никитины совмещали творческую деятельность с научной работой.
В 1990—1991 годах Татьяна Никитина — начальник отдела культуры Октябрьского райисполкома города Москвы, в 1991 году — заместитель префекта Центрального округа Москвы, с 1992 по 1994 год — заместитель министра культуры России. Лауреат Царскосельской художественной премии совместно с Сергеем Никитиным «За многолетнюю преданность русской поэзии». В 2003 году получила звание заслуженной артистки России.
Позже работала в Италии и получила там вид на жительство.
Наиболее известные песни в исполнении Татьяны и Сергея Никитиных — «Резиновый ёжик» (автор стихов —  Юнна Мориц), «Бричмулла» (Дмитрий Сухарев), «Когда мы были молодые» (Юнна Мориц), «Переведи меня через майдан» (Виталий Коротич, перевод с укр. Юнны Мориц), «Весеннее танго» (Валерий Миляев), «Под музыку Вивальди» (Александр Величанский), «Большой секрет для маленькой компании» (из одноимённого мультфильма по сценарию и на стихи Юнны Мориц), «Александра» (Дмитрий Сухарев, Юрий Визбор) и «Диалог у новогодней ёлки» (Юрий Левитанский) из фильма «Москва слезам не верит».

### Личная жизнь
Муж — Сергей Никитин. Сын Александр (род. в 1971).

## Фильмы с песнями в исполнении Татьяны и Сергея Никитиных
| Год  | Название                                       | Жанр                  | Роль                                                                    | Примечание |
| ---- | ---------------------------------------------- | --------------------- | ----------------------------------------------------------------------- | --- |
| 1976 | Золотая речка                                  | Фильм                 | Исполнительница (совместно с С. Никитиным)                              | Реж. В. Дорман, композитор М. Таривердиев |
| 1977 | Почти смешная история                          | Фильм                 | Исполнительница (совместно с С. Никитиным), музыка С. Никитина          | Реж. П. Фоменко |
| 1978 | Сказка о потерянном времени                    | Мультфильм            | Исполнительница (совместно с С. Никитиным), музыка С. Никитина          | Стихи Ю. Мориц |
| 1979 | Большой секрет для маленькой компании          | Мультфильм            | Исполнительница (совместно с С. Никитиным), музыка С. Никитина          | Стихи, сценарий Ю. Мориц |
| 1979 | Сэр Вальтер Скотт, страницы жизни и творчества | Телефильм             | Исполнительница (совместно с С. Никитиным), музыка С. Никитина          | Стихи В. Левина, сценарий Ф. Ветрова |
| 1979 | Али-Баба и сорок разбойников                   | Музыкальный спектакль | Исполнительница, актриса; музыка В. Берковского и С. Никитина           | Либретто В. Смехова |
| 1980 | Москва слезам не верит                         | Фильм                 | Исполнительница (совместно с С. Никитиным), музыка С. Никитина          | Реж. В. Меньшов, стихи Д. Сухарева, Ю. Визбора, Ю. Левитанского. В 1980 г. фильм получил премию «Оскар» в номинации «Лучший фильм на иностранном языке» |
| 1980 | Старый Новый год                               | Фильм                 | Исполнительница (совместно с С. Никитиным), актриса; музыка С. Никитина | Т. и С. Никитины снялись в эпизоде на лестничной клетке                                                                                                 |
| 1981 | Ёжик плюс черепаха                             | Мультфильм            | Исполнительница (совместно с С. Никитиным)                              | Стихи Редьярда Киплинга в переводе С. Маршака, музыка В. Берковского и М. Синельникова                                                                  |
| 1981 | Мальчик шёл, сова летела                       | Мультфильм            | Исполнительница (совместно с С. Никитиным), музыка С. Никитина          | Стихи Ю. Мориц |
| 1982 | Волчья Шкура                                   | Мультфильм            | Исполнительница (совместно с С. Никитиным), музыка С. Никитина          | Стихи Ю. Мориц |
| 1983 | Али-Баба и сорок разбойников                   | ТВ мюзикл             | Исполнительница, актриса; музыка В. Берковского и С. Никитина           | Либретто В. Смехова |
| 1985 | Поездки на старом автомобиле                   | Фильм                 | Исполнительница (совместно с С. Никитиным), актриса; музыка С. Никитина | В фильм вошли фрагменты оперы по водевилю А. Чехова «Предложение», которая позже стала спектаклем «А чой-то ты во фраке»                                |
| 1987 | Забытая мелодия для флейты                     | Фильм                 | Исполнительница (совместно с С. Никитиным)                              | Композитор А. Петров, реж. Э. Рязанов |
| 1996 | Привет, дуралеи!                               | Фильм                 | Исполнительница (совместно с С. Никитиным)                              | Композитор А. Петров, реж. Э. Рязанов |
| 2000 | Тихие омуты                                    | Фильм                 | Исполнительница (совместно с С. Никитиным), музыка С. Никитина          | Реж. Э. Рязанов |
| 2019 | ВГИК100. Признание в любви                     | Документальный фильм  | Исполнительница (совместно с С. Никитиным), музыка С. Никитина          | Реж. В. Меньшов, стихи Г. Шпаликова |